# 克氏副杜父魚
克氏副杜父魚，為輻鰭魚綱鮋形目杜父魚亞目貝湖魚科的其中一種，為溫帶淡水魚，分布於俄羅斯貝加爾湖及其支流、Gramninskie湖、Verkhnyanya Agata湖等流域，棲息深度可達100公尺，體長可達14.4公分，棲息在沙石底質底層水域，雄魚會護卵，生活習性不明。